# Portree
Město Portree (ve skotské gaelštině Port Righ) je největším sídlem na ostrově Skye v oblasti Highland na západě Skotska a zároveň i správním střediskem ostrova. V městečku žije necelých 2500 obyvatel. Nachází se zde přístav pro malé, většinou rybářské lodě. Přístavní hráz je dílem skotského inženýra Tomase Telforda.

## Geografie
Portree se nachází na severovýchodním pobřeží ostrova Skye v zátoce naproti ostrovu Raasay. Centrum města leží mezi řekami Leasgeary a Chracaig, které zde ústí do výše zmíněné mořské zátoky.

## Původ názvu a znalost skotské gaelštiny

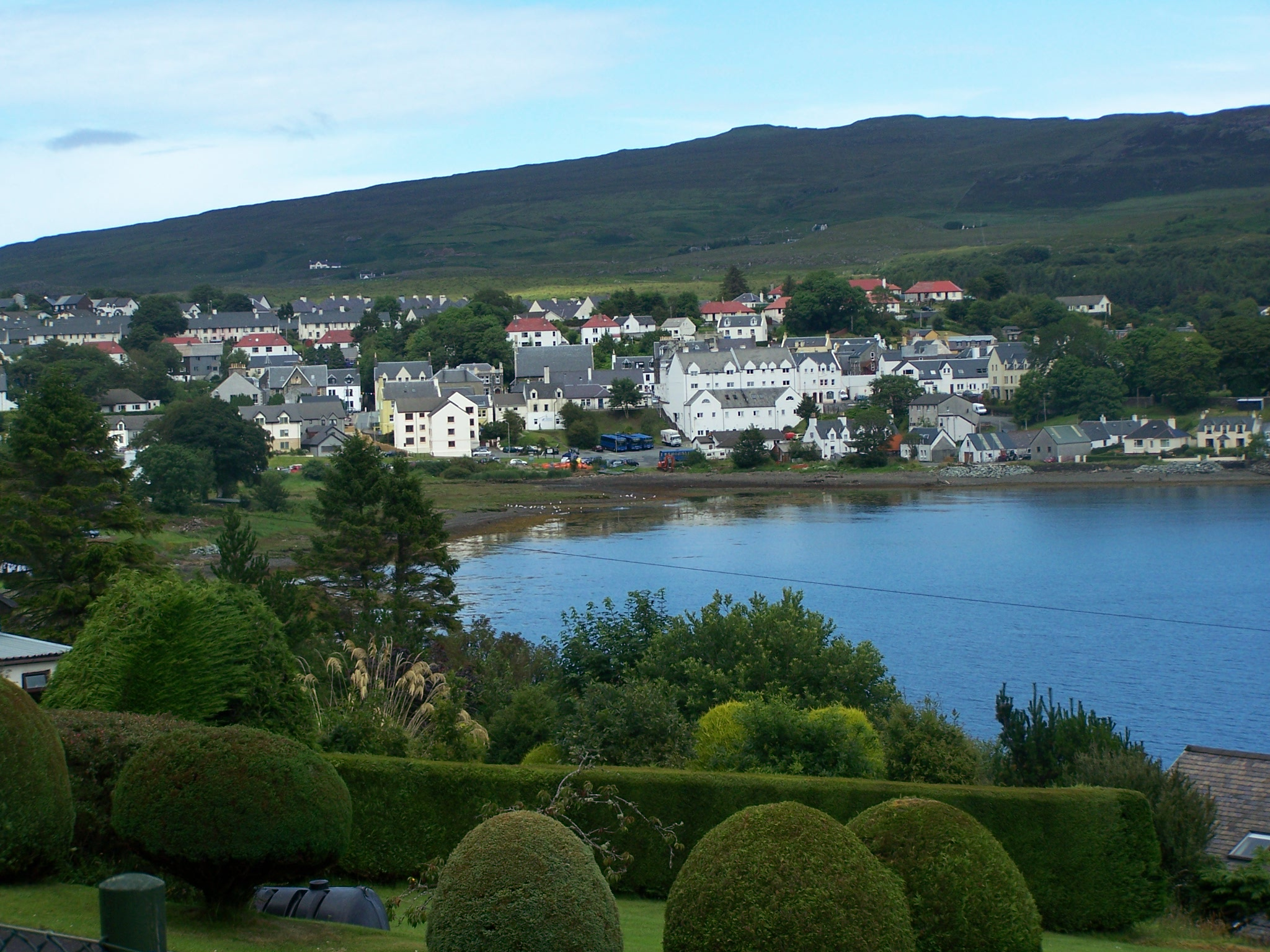
Pohled na Portree

Gaelské pojmenování města Port Righ je překládáno jako Králův (či Královský) přístav, přičemž toto jméno má údajně připomínat zdejší pobyt krále Jakuba V. v roce 1540. Pravděpodobně zde však již dříve existoval starší název Port Ruighe(adh), což lze přeložit jako "přístav ve svahu". Do 15. století nesla osada jméno Kiltaraglen (gaelsky Cill Targhlain) podle kostela svatého Talaricana (Tarkina). Podle statistických údajů více než třetina obyvatel - téměř 38% - aktivně ovládá skotskou gaelštinu. Portree je střediskem gaelské kultury. Sídlí zde například kulturní centrum Aros, které organizuje na ostrově gaelské slavnosti. 

## Výchova a vzdělání
V Portree působí organizace ATLAS Arts, zaměřená na propagaci soudobého umění, kultury a vzdělávání.  Ve městě sídlí jediná střední škola na ostrově Skye, Portree High School.

## Doprava a ekonomika
Vzhledem k tomu, že místní přístav není určen pro velké lodě (na rozdíl od některých jiných skyeských přístavů, jako jsou Armadale, Uig či - před vybudováním mostu Skye Bridge - Kyleakin), jedinou formou veřejné dopravy v Portree je doprava autobusová, jejímž prostřednictvím je zajišťováno dopravní spojení s dalšími místy na ostrově. V blízkosti Portree byly nalezeny ropné břidlice, které mají potenciál pro ekonomické využití. Z hlediska ekonomického přínosu má Portree význam též jako středisko turismu.